# 原白蚁属
原白蚁属（学名：Hodotermopsis）为原白蚁科之下的唯一一属，该属原属于古白蚁科，后于2022年升至独立科（原白蚁科 Hodotermopsidae）。

## 分类歷史
该属仅包含现生一种：山林原白蚁（Hodotermopsis sjostedti） 及一个化石种：岩手原白蚁（Hodotermopsis iwatensis） 原白蚁科與胄白蚁科、古白蚁科和草白蚁科形成了原白蚁进化支（Euisoptera）之下的单系进化支——Teletisoptera。原白蚁科被确认是澳白蚁科的姐妹群。

## 下属物种
本属包括以下物种：
- 岩手原白蚁 Hodotermopsis iwatensis Fujiyama, 1983
- 山林原白蚁 Hodotermopsis sjostedti Holmgren, 1911